# アオミオカタニシ
アオミオカタニシ（青身陸田螺、学名：Leptopoma nitidum）は、ヤマタニシ科に分類される陸生貝類の一種。

## 分布
南西諸島（奄美群島、沖縄諸島、宮古諸島、八重山諸島）及び台湾、パプアニューギニアの各地に分布する。しかし奄美群島（奄美大島、徳之島、与論島）では絶滅したと考えられている。

## 生息環境・生態
主に石灰岩地域の森林内に生息するが、公園や農地周辺等の人の生活の近い場所でも確認することができる。樹上性の巻貝で、樹木の幹肌や葉の裏、ゲットウやクワズイモ等の草本に付着している。冬季には林床のリター（落葉・落枝）内で生活する。餌は樹皮につくコケなど。

## 形態
その名の通り透き通るような緑色（青色）をしており、他の陸生貝類（カタツムリ）と見分けがつきやすい。この緑色は殻ではなく本体（外套膜）の色で、殻は白色を呈した半透明である。そのため死殻（死骸）の色は乳白色であるので注意が必要である。

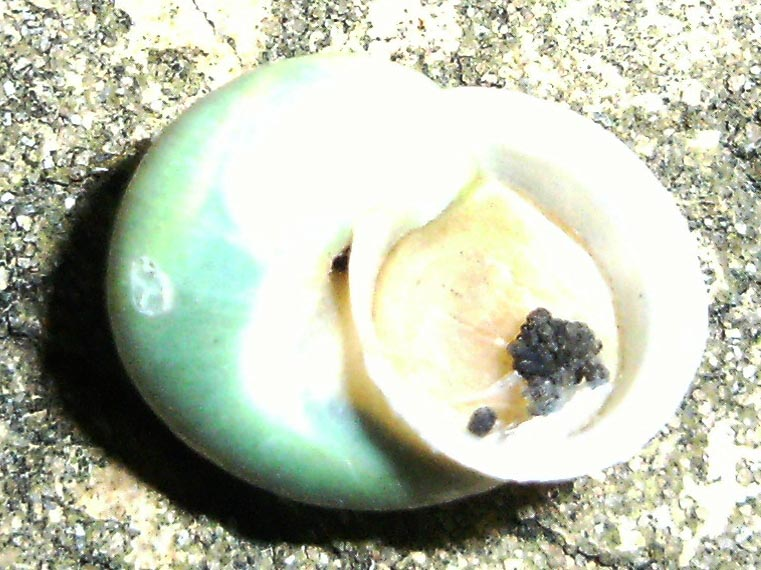
殻口部。蓋がついている。

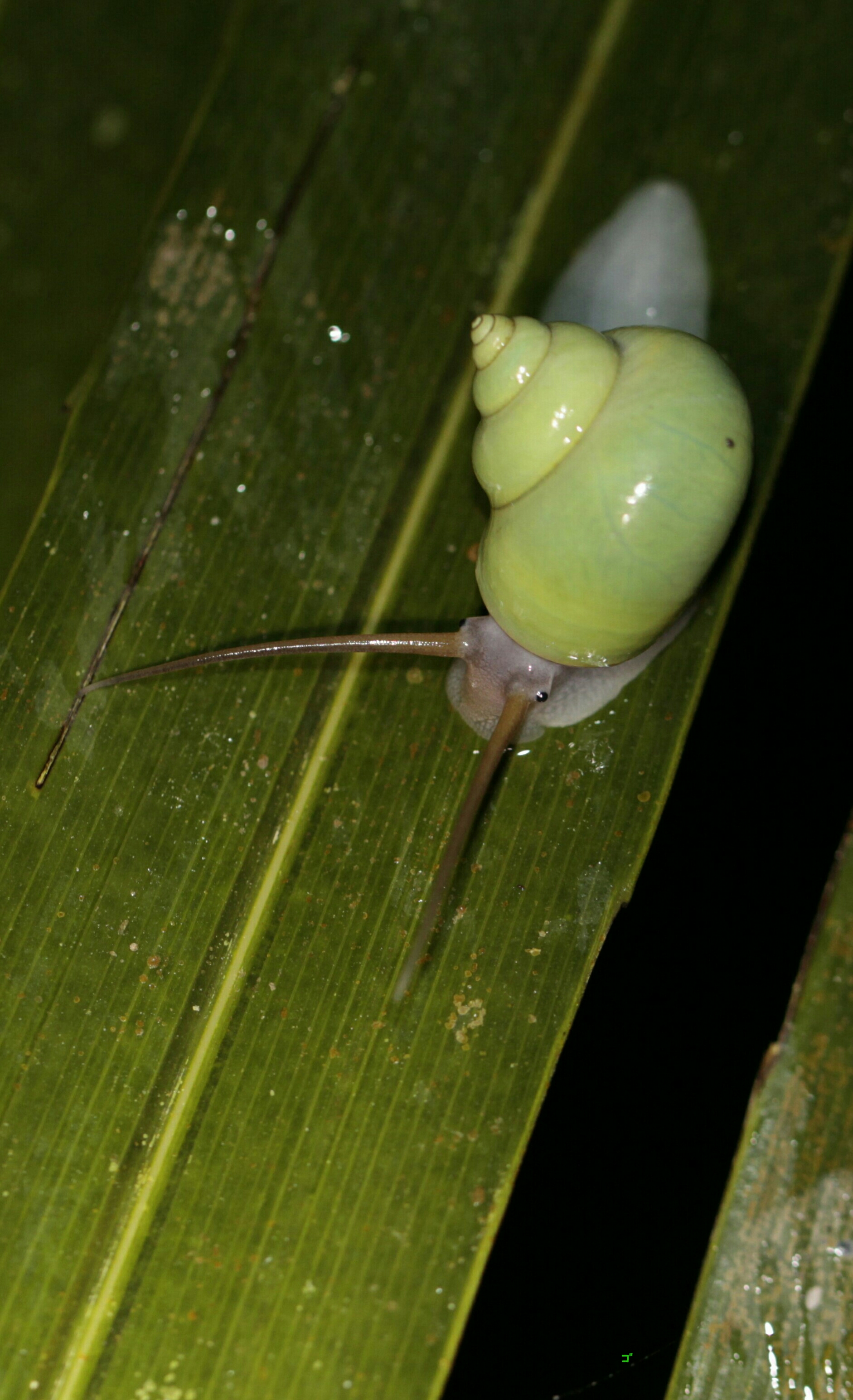

雌雄異体で、大きさは殻高15mm前後、殻径15mm前後。殻は薄く、形状は丸みを帯びた円錐形で殻頂は尖る。殻口は円形で、縁は外に反り返り、蓋を持つ。この蓋を持つことも一般的なカタツムリ類との大きな違いである。この蓋はカタツムリの中身が出た際には後方に開く。また、カタツムリの多くが触角を2対もち、その先端に眼をつけるのに対し、本種は触角が1対で、眼もその基部につける。

## 人間との関係
沖縄方言ではオールーチンナンというが、オールーは青い、チンナンはカタツムリという意味である。
美しい色をしているため、野生個体が採集され、ペットとして飼育されることがある。

### 保全状態評価
準絶滅危惧（NT）（環境省レッドリスト）
 - 2007年公表の新レッドリストから掲載されている。
鹿児島県版レッドデータブック - 絶滅
沖縄県ではよく観察することができるが、鹿児島県では近年沖縄県からの偶発的な持ち込みによる個体しか確認されておらず絶滅したと考えられている。
また、沖縄県でも公園など人の生活場所に近い生息地では下草の除去などにより土壌環境の悪化、人による採集、アフリカマイマイ等の移入種との競合やコウガイビルの仲間等の外来捕食者の影響が懸念されている。